# Jaap van Gelderen
Jacob Johan (Jaap) van Gelderen (Harlingen, 18 juni 1887 – Den Haag, 16 juni 1943) was een Nederlands publicist, vertaler en advocaat.

## Levensloop
Hij was een zoon van Israël van Gelderen (1856), leraar aan de HBS, en zijn vrouw Sientje Brandes (1855-1937), alle drie behorend tot het Nederlands Israëlitisch kerkgenootschap. Hij schreef zich op 1 april 1910 in als student rechtsgeleerdheid aan de Universiteit Leiden. Op 19 december 1917 promoveerde hij aan de Universiteit Utrecht op het onderwerp ‘Het kiesrecht in de constitutionele monarchie onderzocht in het bijzonder naar aanleiding van het stemplichtvraagstuk’. Zijn promotor was Bonifacius Christiaan de Savornin Lohman.
In zijn Utrechtse studententijd raakte Van Gelderen bevriend met Erich Wichmann en Marius Roelof Johan Brinkgreve. In 1915 wilden zij in samenwerking met beeldend kunstenaar Theo van Doesburg een ‘artstiek tijdschrift’ oprichten. De uitgeverij die Brinkgreve hiervoor benaderde, W.L. & J. Brusse's Uitgeversmaatschappij in Rotterdam, was bereid het tijdschrift voor ƒ 3000,- per jaar uit te geven. Maar, omdat Van Doesburg en Wichmann niet lang daarna ieder hun eigen weg gingen, werden de plannen vroegtijdig afgeblazen. Vanaf 1916 publiceerde hij een reeks vertalingen van werk van de Romeinse dichter Horatius; eerst in het tijdschrift De Beweging en later in Groot Nederland.
In 1932 verscheen van Van Gelderen in het tijdschrift Forum het gedicht ‘Noodkreet’. Dit gedicht is geschreven naar aanleiding van het Mantsjoerije-incident in 1931 en waarschuwt voor de toenemende macht van Japan in Azië, die ook een bedreiging vormde voor Nederlands-Indië.
In de jaren 1930 publiceerde hij Horatius zangen waarvan verschillende drukken verschenen.
In 1918 trouwde hij met de feministe, voordrachtskunstenares en journaliste Francina de Witte (1897) van wie hij in 1940 scheidde.
- Digitale Bibliotheek voor de Nederlandse Letteren: geld022
- Nederlandse Thesaurus van Auteursnamen: 070474346
- Virtual International Authority File: 286351872
- WorldCat: E39PBJt8hCYCGhJvCjkv7fq4v3